# Maude Adams
Maude Ewing Adams Kiskadden (Salt Lake City, Utah, U.S. 11 de novembre, 1872 - Tannersville, New York, U.S. 17 de juliol, 1953), coneguda professionalment com Maude Adams, va ser una actriu i escenògrafa nord-americana que va aconseguir el seu major èxit com a personatge Peter Pan, interpretant per primera vegada el paper a la producció de Broadway de 1905. Peter Pan; or, The Boy Who Wouldn't Grow Up.. La personalitat d'Adams va atreure a un gran públic i la va ajudar a convertir-se en la intèrpret més reeixida i millor pagada de la seva època, amb uns ingressos anuals de més d'un milió de dòlars durant el seu apogeu.
Adams va començar a actuar de petita mentre acompanyava la seva mare que també era actriu de gira. Als 16 anys, va fer el seu debut a Broadway, i sota la direcció de Charles Frohman, es va convertir en una intèrpret popular al costat del protagonista John Drew Jr. a principis de la dècada de 1890. A partir de 1897, Adams va protagonitzar obres de teatre de J. M. Barrie, com The Little Minister, Quality Street, What Every Woman Knows i Peter Pan. Aquestes produccions van fer d'Adams l'actriu més popular d'Amèrica. El seu treball en el disseny de producció d'aquests espectacles i la il·luminació tècnica innovadora va ajudar a que fossin un èxit, i va ser nomenada inventora de tres patents de bombetes. També va actuar en altres obres de teatre. La seva darrera obra de Broadway, el 1916, va ser A Kiss for Cinderella de Barrie. Després d'una jubilació de 13 anys, va aparèixer en més obres de Shakespeare i després va ensenyar interpretació a Missouri. Es va retirar a l'estat de Nova York.

## Joventut i carrera
Adams era filla d'Asaneth Ann "Annie" (de soltera Adams) i James Henry Kiskadden. La mare d'Adams era actriu, i el seu pare tenia feina treballant per a un banc i en una mina. Poc més se sap del pare d'Adams, que va morir quan ella era jove. James no era mormó, i Adams va escriure una vegada que el seu pare era un "gentil". El cognom "Kiskadden" és escocès. Per part de la seva mare, el besavi d'Adams, Platt Banker, es va convertir al mormonisme i va traslladar la seva família a Missouri, on la seva filla, Julia, es va casar amb Barnabus Adams. Barnabus i Julia van emigrar com a part de la primera companyia que va entrar a la vall de Salt Lake amb Brigham Young el 1847, on va tallar fusta per al Tabernacle de Salt Lake. Adams també era descendent del passatger de Mayflower, John Howland.

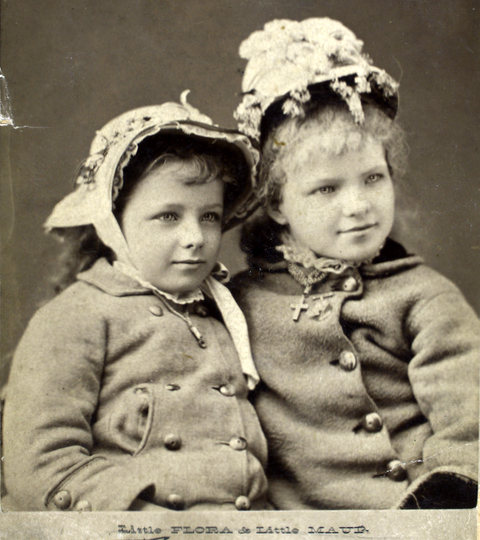
Adams (esquerra) i Flora Walsh a The Wandering Boys a San Francisco, 1880

Adams va aparèixer a l'escenari als dos mesos d'edat a l'obra The Lost Baby al "Brigham Young Theatre" de Salt Lake City. Va tornar a aparèixer als nou mesos als braços de la seva mare. Davant les objeccions del seu pare, Adams va començar a actuar com un nen petit, adoptant el nom de soltera de la seva mare com a nom artístic. Van fer gires per tot l'oest dels Estats Units amb un grup teatral que tocava a zones rurals, pobles miners i algunes ciutats. A l'edat de cinc anys, Adams va protagonitzar en un teatre de San Francisco com "Little Schneider" a Fritz, Our German Cousin i com "Adrienne Renaud" a A Celebrated Case. A l'edat de nou anys, Adams va viure amb la seva àvia mormona i cosins mormons a Salt Lake City mentre la seva mare es va quedar a San Francisco. No és clar si es va identificar com a membre de l'Església de Jesucrist dels Sants dels Últims Dies com ho va fer la seva mare. Mai va ser batejada presbiteriana, encara que va assistir a una escola presbiteriana. Més tard en la vida, Adams va prendre llargs períodes sabàtics als convents catòlics, i el 1922 va donar les seves finques al llac Ronkonkoma, Nova York, a les Germanes del Cenacle per utilitzar-les com a noviciat i casa de retir. Mai es va convertir al catolicisme ni va discutir el tema en cap entrevista.

Adams va debutar a Nova York als 10 anys a Esmeralda i després va tornar breument a Califòrnia. Després va tornar a Salt Lake City per viure amb la seva àvia i va estudiar al "Salt Lake Collegiate Institute". Més tard va escriure sobre Salt Lake City:
| « | "La gent de la vall té maneres suaus, com si els seus esperits es moguessin amb dignitat". | » |

Adams també va escriure més tard el breu assaig "The One I Knew Least", on descrivia la seva dificultat, en descobrir la seva personalitat per haver interpretat tants papers teatrals de petita.

## Carrera adulta primerenca

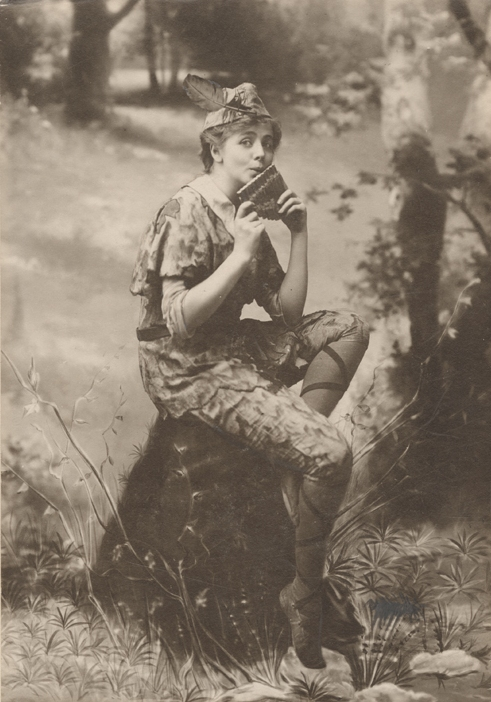
Adams a Peter Pan

Adams va tornar a la ciutat de Nova York als 16 anys per aparèixer a The Paymaster. Després es va convertir en membre de la companyia de teatre d'E. H. Sothern a Boston, apareixent a The Highest Bidder, i després va estar a Broadway a Lord Chumley el 1888. Aleshores Charles H. Hoyt la va presentar a A Midnight Bell on el públic, si no els crítics, es van emportar, avís d'ella. El 1889, sentint que tenia una nova estrella potencial a les seves mans, Hoyt li va oferir un contracte de cinc anys, però Adams va declinar a favor d'una oferta menor del poderós productor Charles Frohman que, a partir d'aquest moment, va prendre el control de la seva carrera. Aviat va deixar enrere parts juvenils i va començar a interpretar papers principals per a Frohman, sovint al costat de la seva mare. El 1890, Frohman va demanar a David Belasco i Henry C. de Mille que escrivissin especialment el paper de Dora Prescott per a Adams a la seva nova obra Men and Women, que Frohman estava produint. L'any següent, va aparèixer com Nell a The Lost Paradise.

El 1892, John Drew Jr. (una de les principals estrelles del dia) va posar fi a la seva associació de 18 anys amb Augustin Daly i es va unir a la companyia de Frohman. Frohman va emparellar Adams i Drew en una sèrie d'obres que van començar amb The Masked Ball i van acabar amb Rosemary el 1896. Després va passar cinc anys com a protagonista a la companyia de John Drew. Allà, "la seva obra va ser elogiada pel seu encant, delicadesa i senzillesa". The Masked Ball es va estrenar el 8 d'octubre de 1892. El públic va venir a veure la seva estrella, Drew, però va marxar recordant Adams. El més memorable va ser una escena en què el seu personatge va fingir un borratxo per la qual va rebre una ovació de dos minuts la nit d'estrena. Drew va ser l'estrella, però va ser per a Adams que el públic va fer dotze trucades de teló, i els crítics abans tèbies van donar crítiques generoses. Harpers Weekly va escriure:"És difícil veure qui impedeix que la senyoreta Adams es converteixi en la principal exponent de la comèdia lleugera als Estats Units". El New York Times va escriure que Adams,
| « | "no John Drew, ha fet l'èxit de The Masked Ball. a Palmer's, i és l'estrella de la comèdia. El gerent Charles Frohman, en intentar explotar una estrella, s'ha trobat amb una altra de major magnitud." | » |

L'escena ebria va iniciar Adams en el seu camí per convertir-se en una de les favorites entre el públic de Nova York i va portar a l'obra durant divuit mesos.
Van seguir obres amb menys èxit, com The Butterflies, The Bauble Shop, Christopher, Jr., The Imprudent Young Couple i The Squire of Dames. Però el 1896 va veure un repunt per a Adams amb Rosemary. Comèdia sobre la fugida fallida d'una parella jove, protegida durant la nit per un home gran (Drew), l'obra va rebre elogis de la crítica i èxit de taquilla.

## Barrie i l'estrellat

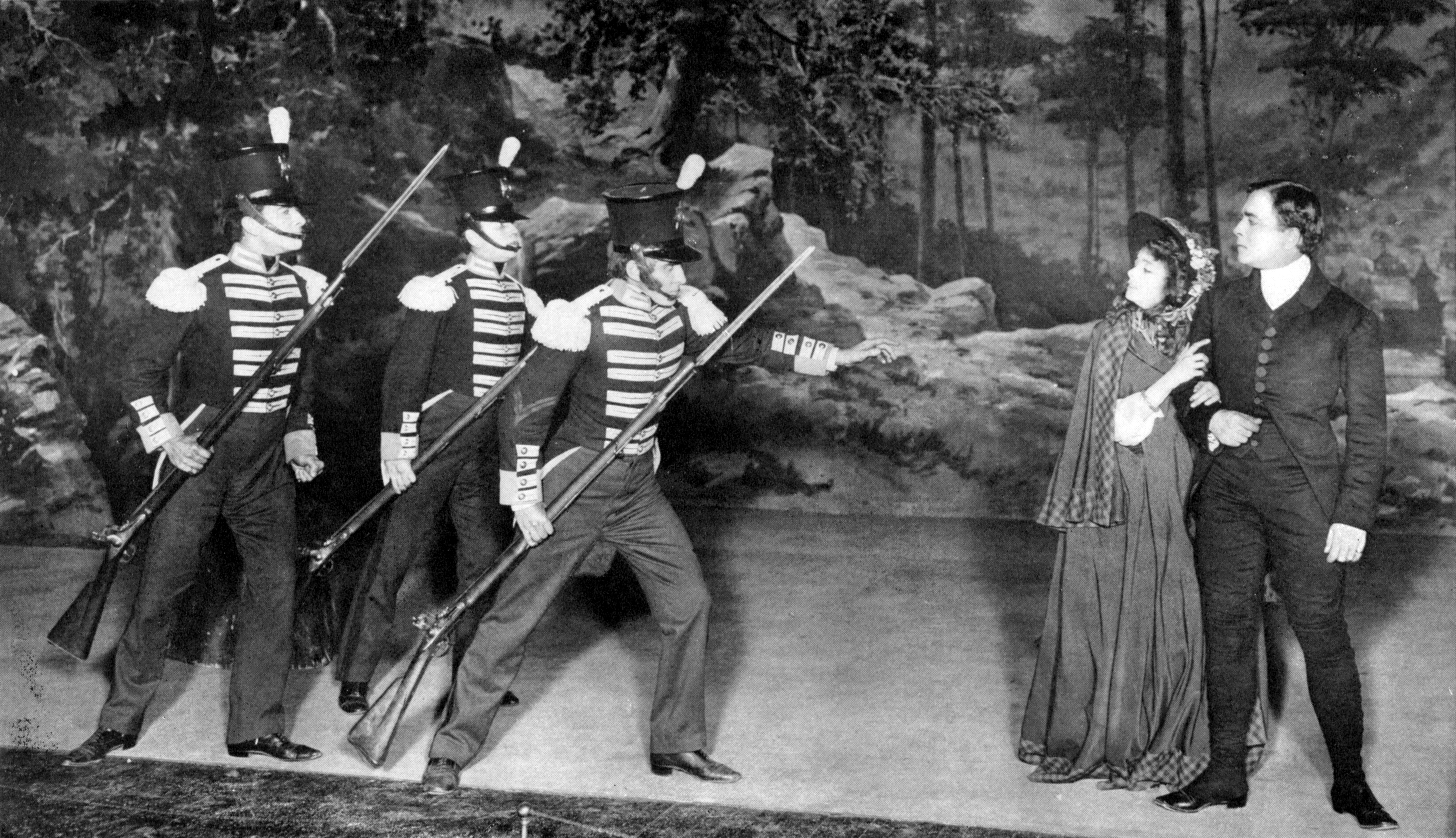
Adams i Robert Edeson a la producció de Broadway de The Little Minister (1897)

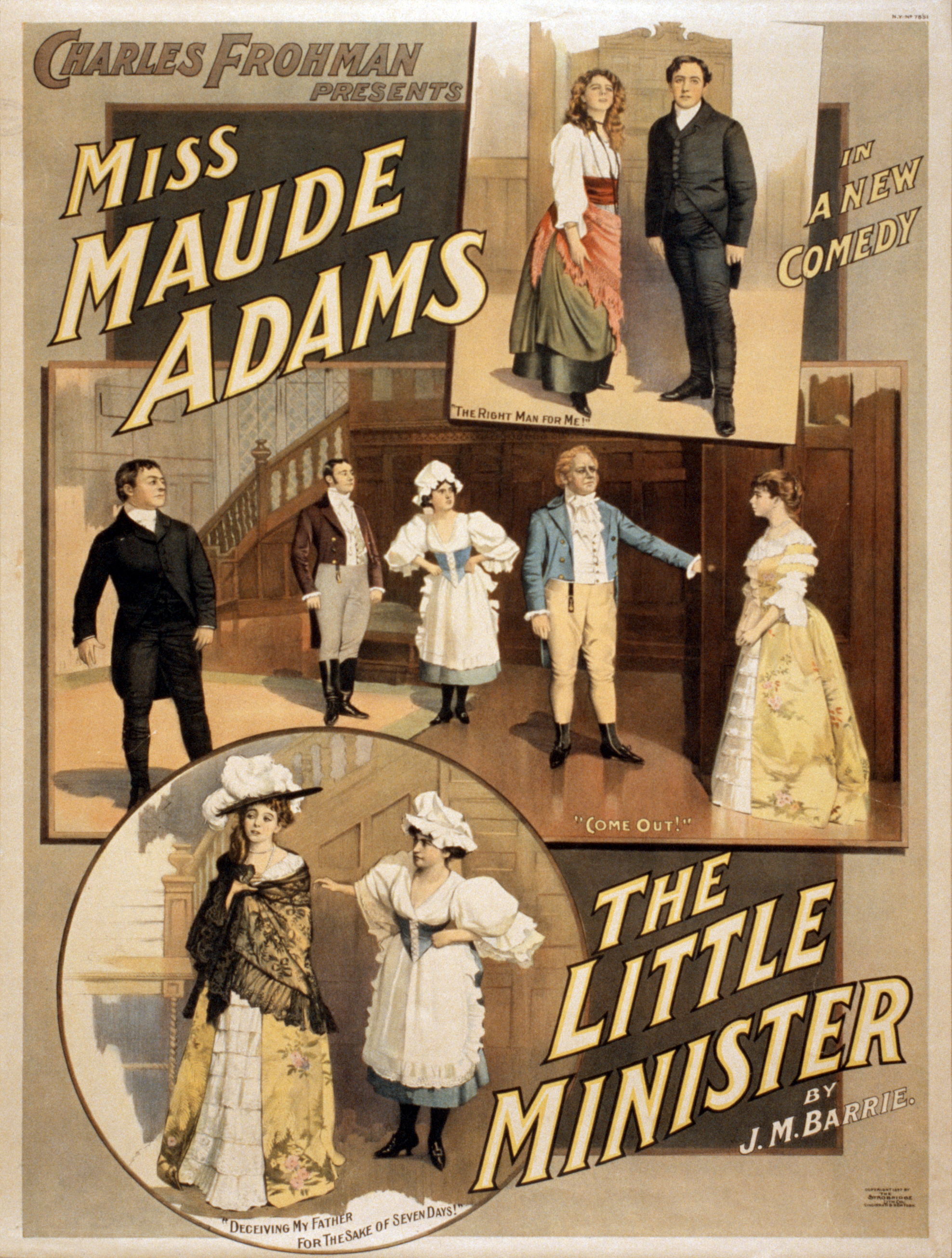
Poster per The Little Minister (1897)

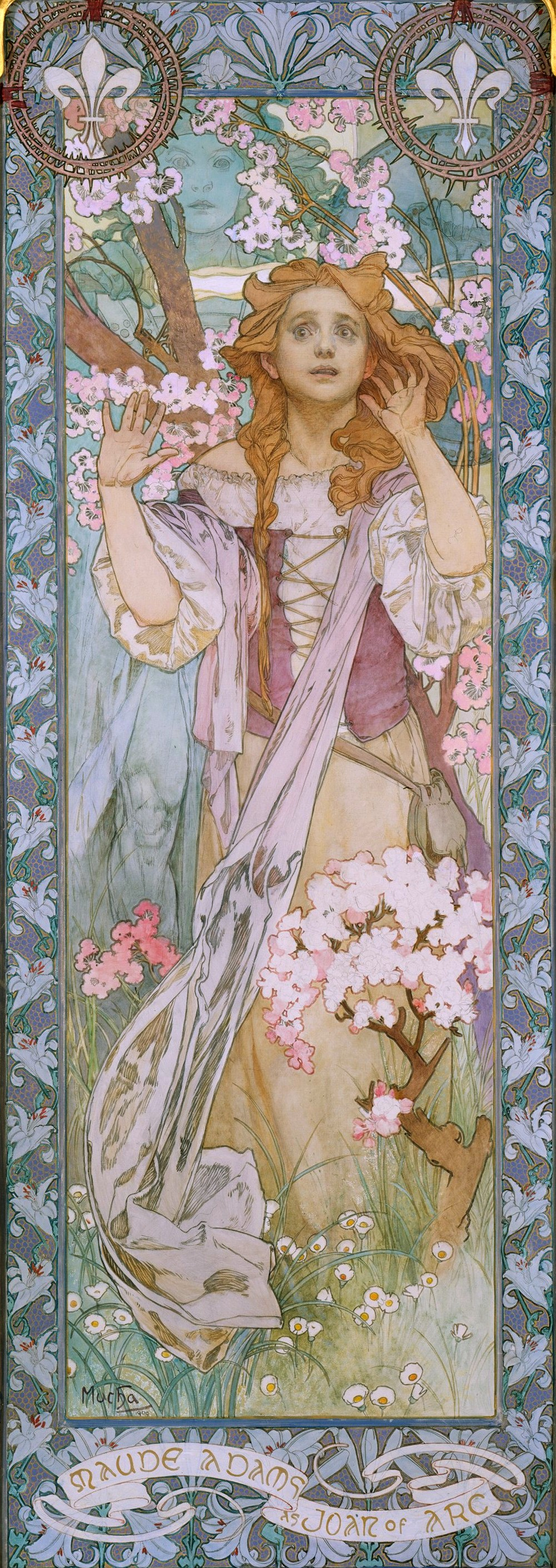
Adams com a Joana d'Arc, pintada per Alphonse Mucha (1909)

Frohman havia estat perseguint a J. M. Barrie (el futur autor de Peter Pan) per adaptar el popular llibre de l'autor El petit ministre a una obra de teatre, però Barrie s'havia resistit perquè sentia que no hi havia cap actriu que pogués interpretar a Lady Babbie. En un viatge a Nova York el 1896, Barrie va assistir a una actuació de Rosemary i de seguida va decidir que Adams era l'actriu que interpretaria a Lady Babbie. A Frohman li preocupava que els aspectes masculins del llibre poguessin eclipsar el paper d'Adams. Amb el consentiment de Barrie, es van canviar diverses escenes clau per afavorir a Lady Babbie. L'obra es va estrenar l'any 1897 a l'Empire Theatre i va tenir un èxit enorme, amb 300 representacions a Nova York (289 de les quals només estaven dempeus) i establint un nou rècord de taquilla de 370.000 dòlars; va fer d'Adams una estrella. També va fer una gira amb èxit, amb 65 actuacions a Boston.
Una altra obra de Barrie, Peter Pan; o, The Boy Who Wouldn't Grow Up (1904), es va convertir en el paper amb el qual Adams es va identificar més de prop. Va ser la primera actriu a interpretar Peter Pan a Broadway. Només uns dies després que s'anunciés el seu càsting, Adams es va fer una apendicectomia d'emergència i no era segur si la seva salut li permetria assumir el paper tal com estava previst. Peter Pan es va estrenar el 16 d'octubre de 1905 al "National Theatre" de Washington, D.C. amb poc èxit. Aviat es va traslladar a Broadway, on l'obra va tenir un més llarg recorregut. Adams va aparèixer en el paper a Broadway diverses vegades durant la dècada següent. El coll del seu vestit de Peter Pan de 1905, que havia co-dissenyat, va ser un èxit de moda immediat i d'ara endavant es coneixia com el "collar de Peter Pan".

Adams va protagonitzar altres obres de Barrie, com Quality Street (1901), What Every Woman Knows (1908), The Legend of Leonora (1914) i A Kiss for Cinderella (1916). El 1899, va retratar la Julieta de Shakespeare. Tot i que el públic va respondre a la seva actuació amb ovacions de peu, als crítics en general no els va agradar. El crític Alan Dale, repassant el seu debut en el paper a l'"Empire Theatre", va qualificar el seu anglès isabelí de "grotesc a vegades" i va comentar que Adams havia actuat amb ""bon ronronament",", no clàssic. D'altra banda, va descriure la seva actuació com a "romàntica", "sublim" i "no s'enfonsa sota les ones". El públic la va estimar en el paper, esgotant les 16 actuacions a Nova York. Romeu i Julieta va ser seguit per L'Aiglon el 1900, una obra francesa sobre la vida de Napoleó II de França en la qual Adams va fer el paper principal, presagiant la seva representació d'un altre home (Peter Pan) cinc anys més tard. L'obra havia protagonitzat Sarah Bernhardt a París amb crítiques entusiastes, però L'Aiglon d'Adams va rebre crítiques diverses a Nova York. El 1909, va interpretar Joana d'Arc a The Maid of Orleans. de Friedrich Schiller. Aquest va ser produït a gran escala a l'Estadi de la Universitat Harvard per Adams. L'edició del 24 de juny de 1909 del "Paducah Evening Sun" (Kentucky) conté el fragment següent:
| « | "Joana a Harvard, Schiller's Play reproduït a escala gegant... L'experiment de produir La criada d'Orleans de Schiller sota un cel estrellat... va ser dut a terme per Adams i una companyia que compta amb unes dues mil persones... a l'Estadi de Harvard... Es va instal·lar una planta especial de llum elèctrica... es va aixecar una gran catedral, es va construir un fons i es va crear un bosc realista... La senyoreta Adams va rebre una ovació al final de l'actuació." | » |

Va aparèixer en una altra obra francesa amb Chantecler de 1911, la història d'un gall que creu que el seu cant fa sortir el sol. Només li va sortir lleugerament millor que a L'Aiglon amb la crítica, però el públic la va tornar a abraçar, en una ocasió li va fer 22 baixades de teló. Adams més tard el va citar com el seu paper preferit, després de Peter Pan.

## Anys posteriors i mort
Adams es va retirar el 1918 després d'un atac greu de grip. Durant la dècada de 1920, va treballar amb General Electric per patentar una il·luminació escènica millorada i més potent, (patent nord-americana 1.884.957, patent nord-americana 1.963.949, patent nord-americana 2.006.820) i amb Eastman Company, per desenvolupar fotografia en color. S'ha suggerit que la seva motivació per a la seva associació amb aquestes empreses tecnològiques era que volia aparèixer en una versió pel·lícula en color de Peter Pan, i això hauria requerit una millor il·luminació i tècniques per a la fotografia en color. Les seves llums elèctriques es van convertir finalment en l'estàndard de la indústria a Hollywood amb l'arribada del so a les pel·lícules a finals dels anys vint. Després de 13 anys allunyada dels escenaris, va tornar a actuar, apareixent ocasionalment en produccions regionals d'obres de Shakespeare, com Portia a El marxant de Venècia a Ohio, el 1931, i com a Maria a Nit de Reis el 1934 a Maine.
Sovint descrita com a tímida, Adams va ser referida per Ethel Barrymore com la "dona original 'Vull estar sola'". El seu estil de vida retirat, inclosa l'absència de qualsevol relació amb homes, va contribuir a la imatge pública virtuosa i innocent promoguda per Frohman i es va reflectir en els seus papers més reeixits. Els biògrafs han arribat a la conclusió que Adams era lesbiana. Va tenir dues relacions a llarg termini que només van acabar amb la mort de les seves parelles: Lillie Florence, des de principis de la dècada de 1890 fins a 1901, i Louise Boynton des de 1905 fins a 1951.  Adams era coneguda de vegades per complementar els sous dels companys, artistes intèrprets per la seva pròpia paga. Una vegada, durant la gira, el propietari d'un teatre va augmentar significativament el preu de les entrades, sabent que el nom d'Adams significava una casa exhaurida. Adams va fer que el propietari reemborsés la diferència abans que ella aparegués a l'escenari aquella nit. Adams va ser el cap del departament de dramatúrgia a "Stephens College de Missouri" des de 1937 fins a 1949, donant-se a conèixer com una professora inspiradora en les arts d'actuació.
Després de la seva jubilació, Adams va ser perseguida de vegades per a papers al cinema. El més a prop que va arribar a acceptar va ser l'any 1938, quan el productor David O. Selznick la va convèncer perquè fes una prova de pantalla (amb Janet Gaynor, que després va interpretar la protagonista femenina) per al paper de Miss Fortune a la pel·lícula The Young in Heart. Després que les negociacions van fracassar, el paper va ser interpretat per Minnie Dupree. La prova de pantalla de 12 minuts va ser preservada per la "George Eastman House" el 2004.

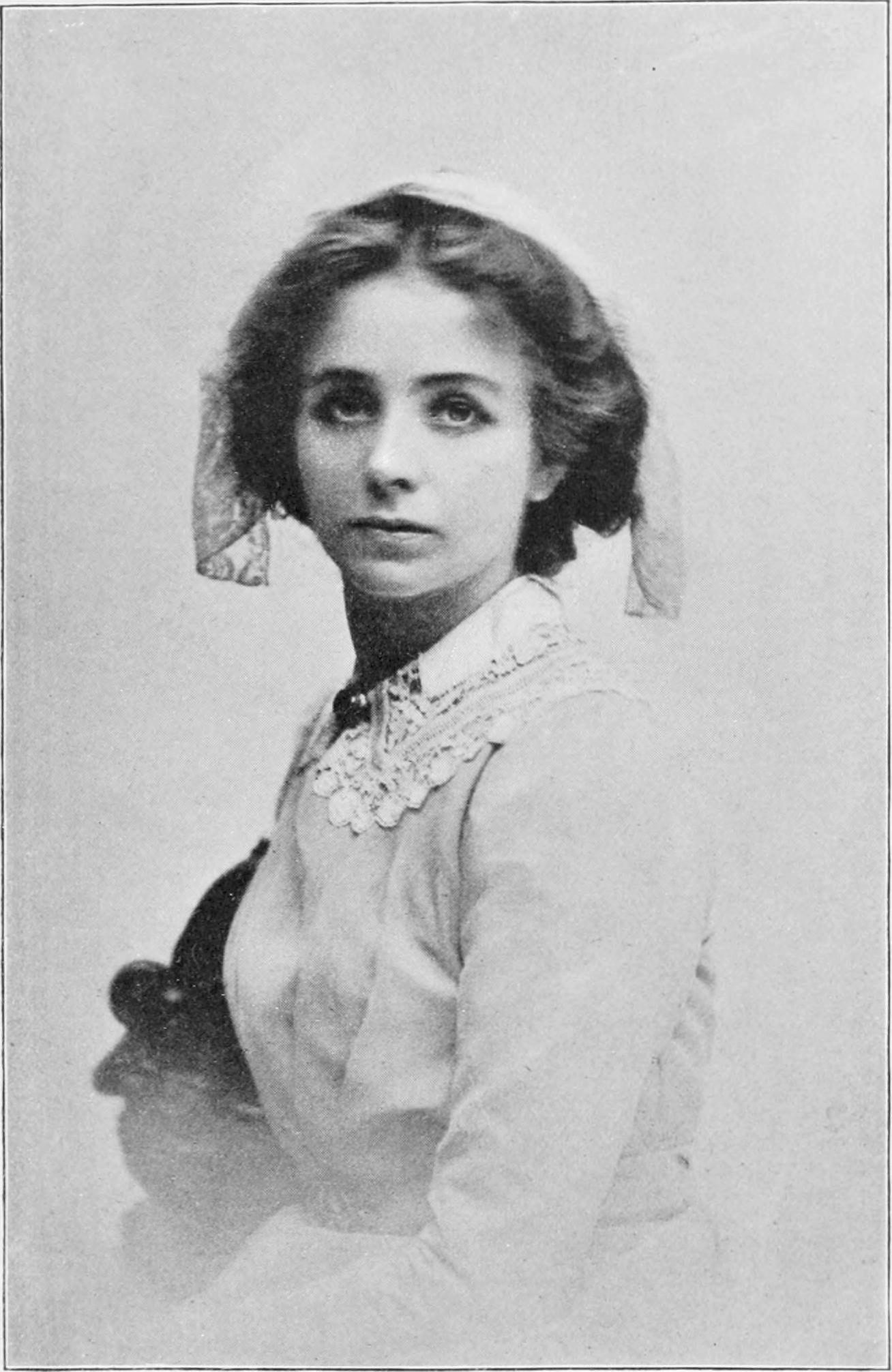
Adams com Phoebe a Quality Street (1901)

Va morir, als 80 anys, a la seva casa d'estiu, Caddam Hill, a Tannersville, Nova York, i està enterrada al cementiri de les Germanes del Cenacle, Lake Ronkonkoma, Nova York. Louise Boynton està enterrada al seu costat.

## En la cultura popular
El personatge d'Elise McKenna a la novel·la Bid Time Return de Richard Matheson de 1975 i la seva adaptació cinematogràfica de 1980, Somewhere in Time (interpretada per Jane Seymour), està va basada en Adams.

## Aparicions a Broadway
- The Paymaster 1888
- Lord Chumley 1888
- A Midnight Bell 1889
- Men and Women 1890
- The Masked Ball 1892
- The Butterflies 1894
- The Bauble Shop 1894
- The Imprudent Young Couple 1895
- Christopher, Jr. 1895
- The Squire of Dames 1896
- Rosemary 1896
- The Little Minister – 1897 and 1904
- Romeo and Juliet 1899
- L'Aiglon 1900
- Quality Street 1901
- The Pretty Sister of Jose 1903
- 'Op o' Me Thumb 1905
- Peter Pan 1905, 1906, 1912 and 1915
- Quality Street 1908
- The Jesters 1908
- What Every Woman Knows 1908
- Chantecler 1911
- The Legend of Leonora 1914
- The Little Minister 1916
- A Kiss for Cinderella 1916